# Gislövshammar

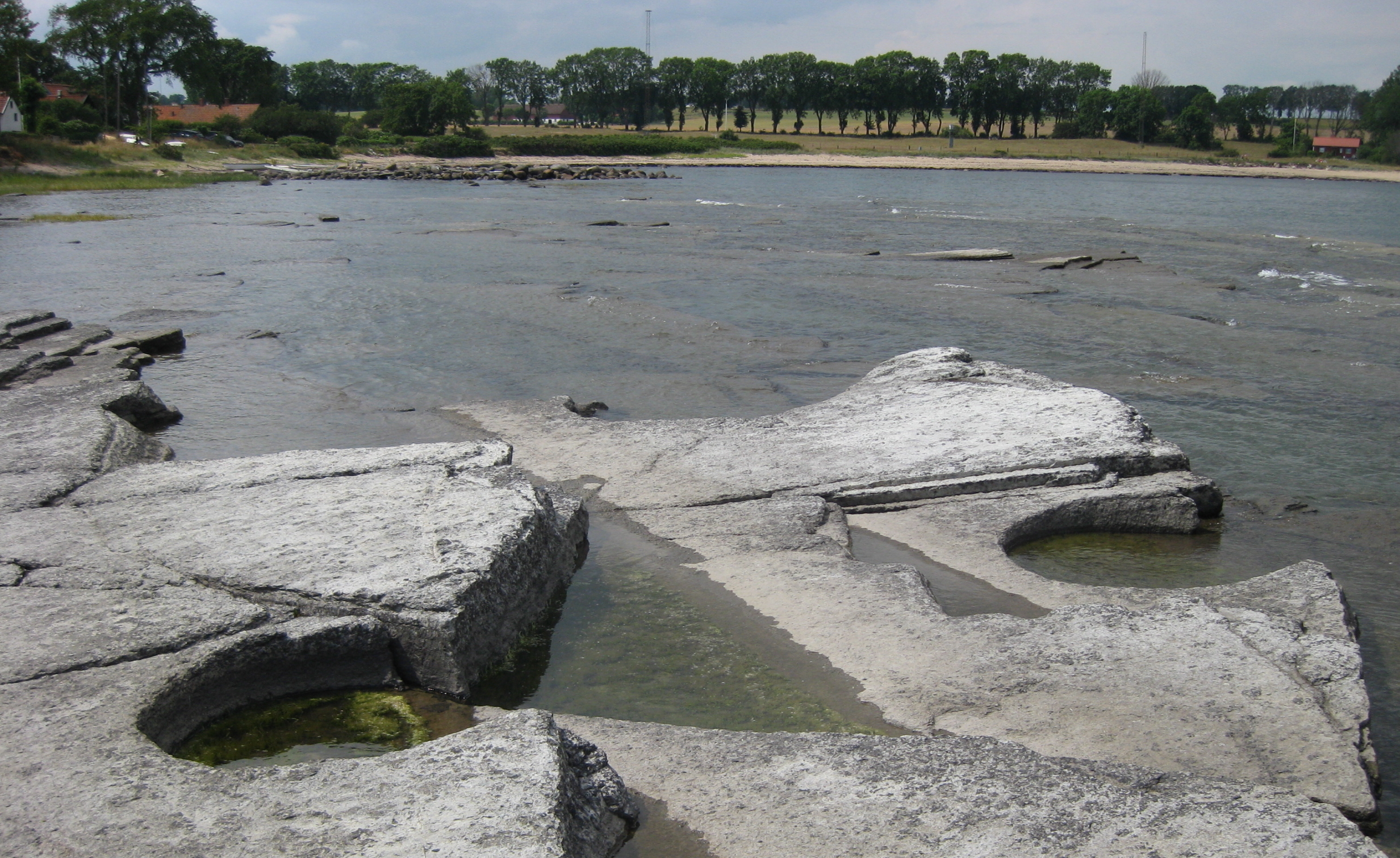
Kalkstensklippor vid Gislövshammar med spår av brytning av kvarnstenar.

Gislövshammar är ett fiskeläge i Östra Nöbbelövs socken i Simrishamns kommun på Österlen i Skåne. Det är ett av Skånes minsta fiskelägen. Bebyggelsen växte fram först i början av 1800-talet, efter enskiftets genomförande. Fiskeläget låg skyddat från de västliga vindarna, men var istället utsatt för de ostliga. Byggmaterialen till husen togs i stor utsträckning på plats. På uddens kalkstensklippa bröts kalkflis till väggar och på stranden uppfördes en kalkugn där kalkstenen brändes till kalk. Detta gav en viss inkomst, men huvudsaklig försörjning kom huvudsakligen från fiske och sjöfart.
Tillgången på kalksten uppmärksammades så småningom, och det fanns förhoppningar att kunna utveckla en stenindustri. En anledning var att befolkningen ökade, det behövdes mer spannmål och för att mala säden behövdes kvarnar, vilket i sin tur resulterade i ökad efterfrågan på kvarnstenar.
Byns karaktär är än idag bevarad. När enskiftet genomfördes åren 1807–1811 för Gislöfs by, kan man utläsa bland annat "I finns husesyn daterad Gislöf den 6te Juli 1808. För nr 23 f'öljande text: No 23 112 Mantal Skatte Rusthåll äges av Rusthållare Mårten Jönsson. Åbyggnaden består utaf 4ra Längor de 3ne väl bygde och i godt stånd, 3ne skorstenar, Bakugn och Maltkölna, jemte Spis och öfiiget tillhör samt 2ne stugor.

## Kvarnstensbrytning
På Österlen finns vit sandsten, kambrosiluriska lerskiffrar, kalksten och flinta. Kalksten finns bland annat i Komstad och Gislövshammar, där stentäkt bedrivits. Vid Gislövshammar är detta kalkstenslager cirka tio meter tjockt och skiktet lutar 5–10 grader. Stenen är grå, finkornig och innehåller fossiler av bland annat orthoceratiter.
På udden syns ett 40-tal runda fördjupningar, vilka är spår av en stenindustri från 1800-talet. I kalkstensklippan har man huggit ut kvarnstenar, vilka sedan såldes runt om i Skåne. Vid malningen i vindmöllorna användes två stenar: löparen och liggaren.
Kvarnstenarna höggs ut i lagom tjocka kalkstensskikt. Först höggs en ränna med pikhacka runt den blivande formen. Kvarnstenen höggs sedan loss med hjälp av små järnkilar i hål i underkanten. Med hammare bankade man försiktigt på kilarna så att stenen sprängdes loss. Därefter bearbetades stenarna med pik- och flathackor, bredmejsel, gradhammare och borr till så kallade "siktestenar". I Gislövshammar höggs stenar med cirka 1,55-1,75 meters diameter.
Utvecklingen av en industriell stenindustri tog aldrig fart. Det kan ha funnits flera orsaker: investeringarna uteblev, byn var isolerad och saknade både hamn och farbara vägar. Kanske var stenkvaliteten inte tillräckligt hög, samtidigt som importen från Tyskland, Frankrike och England ökade. I mitten av 1870-talet lades stenbrottet och stenhuggeriet ner, och på 1990-talet blev det en fornlämning och är därmed skyddat enligt lagen pm kulturminnen.